# شعب حمرة (ذي السفال)

تعديل مصدري - تعديل

شعب حمرة محلة تابعة لقرية حمرة، التابعة لعزلة شوائط بمديرية ذي السفال إحدى مديريات محافظة إب في الجمهورية اليمنية، بلغ تعداد سكانها 51 حسب تعداد اليمن لعام 2004.